# Christina Buchheim

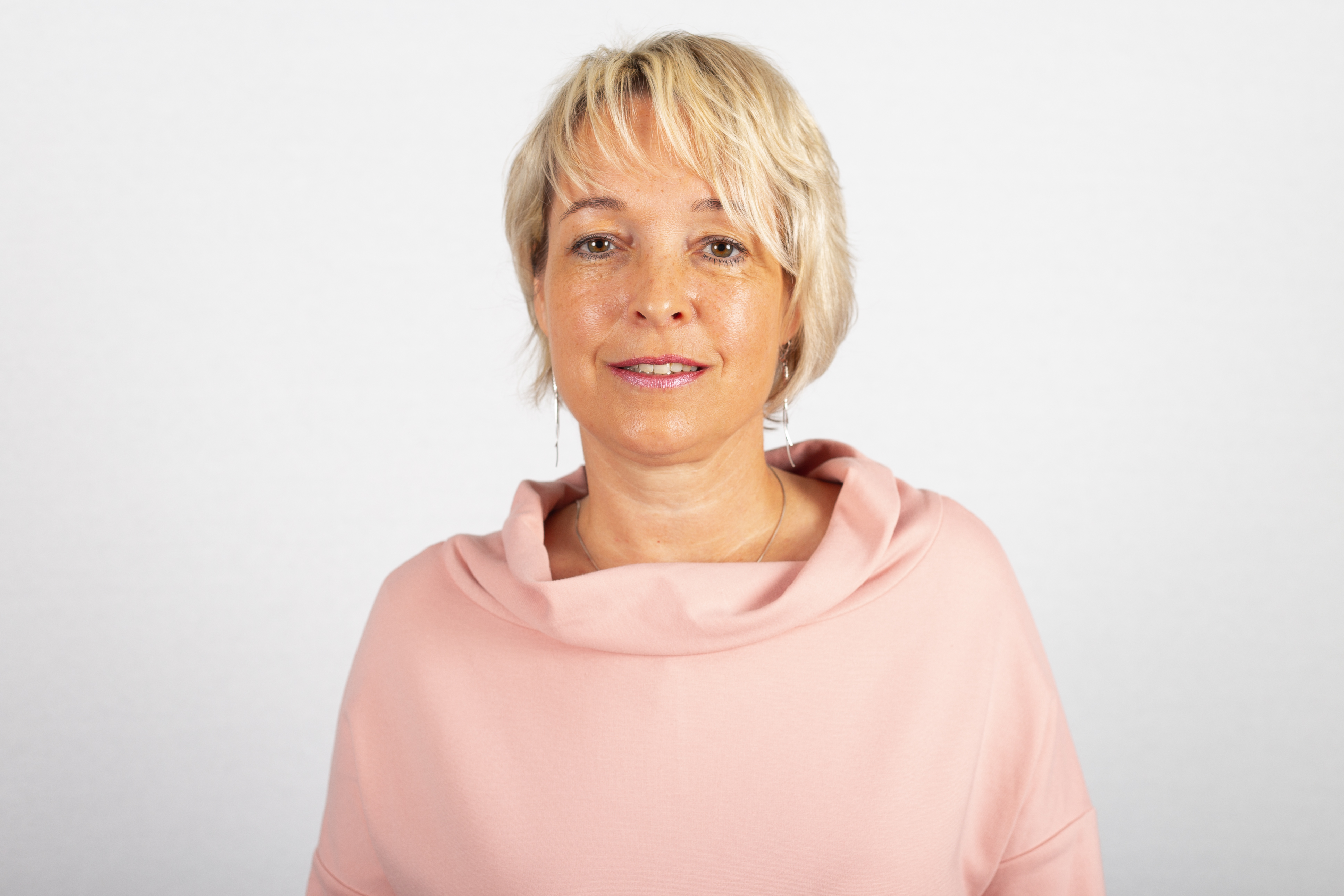
Christina Buchheim 2018

Christina Buchheim (* 27. September 1970 in Köthen) ist eine deutsche Politikerin (Die Linke) und war von 2016 bis 2023 Abgeordnete im Landtag von Sachsen-Anhalt. Sie ist seit Juli 2023 Bürgermeisterin von Köthen.

## Leben
Buchheim studierte ab 1990 Rechtswissenschaften an der Universität Halle und legte 1997 nach dem Rechtsreferendariat das zweite Staatsexamen ab. Anschließend arbeitete sie als Rechtsanwältin.
In Köthen gehört Buchheim mit Unterbrechungen seit 1992 dem Stadtrat an. Von 2004 bis zur Auflösung des Landkreises 2007 hatte sie ein Mandat im Kreistag Köthen inne, von 2010 bis 2014 sowie seit 2019 im Kreistag des Landkreises Anhalt-Bitterfeld.
Buchheim erreichte bei der Landtagswahl in Sachsen-Anhalt 2016 im Wahlkreis Köthen das einzige Direktmandat ihrer Partei, bei der Landtagswahl 2021 wurde sie über die Landesliste erneut in den Landtag gewählt.
Am 2. April 2023 wurde sie mit 61,6 Prozent der Stimmen zur Bürgermeisterin der Stadt Köthen gewählt. Sie trat das Amt am 10. Juli 2023 an. Im Zuge dessen legte sie ihr Landtagsmandat nieder, für Buchheim rückte Kristin Heiß in den Landtag nach.
Sie hat zwei Kinder. Seit 2020 ist Buchheim Vorstandsmitglied im „Kommunalpolitischen Forum Sachsen-Anhalt e. V.“